# Lotus T127
Chronologie des modèles (2010)
Aucun Lotus T128
La Lotus T127 est la monoplace de Formule 1 engagée par l'équipe Lotus Racing dans le championnat du monde de Formule 1 2010. La voiture a été présentée le 12 février 2010 à Londres. Elle est pilotée par l'Italien Jarno Trulli et le Finlandais Heikki Kovalainen. Les pilotes d'essais sont les Malaisiens Fairuz Fauzy et Nabil Jeffri. La T127 effectue son premier roulage le 17 février 2010 sur le circuit de Jerez en Espagne avec Fairuz Fauzy à son volant.

## Fiche technique

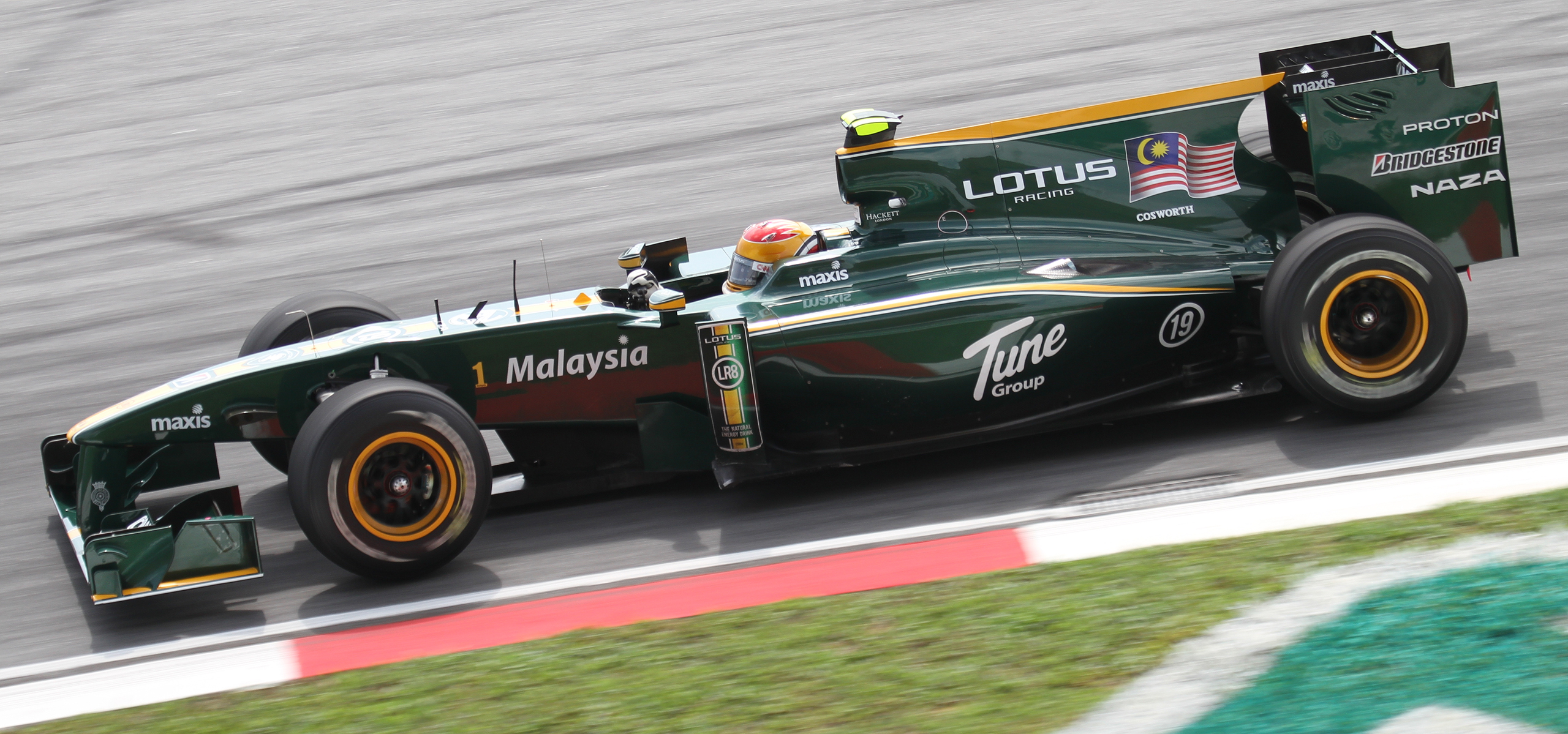
Fairuz Fauzy lors des essais du vendredi au GP de Malaisie

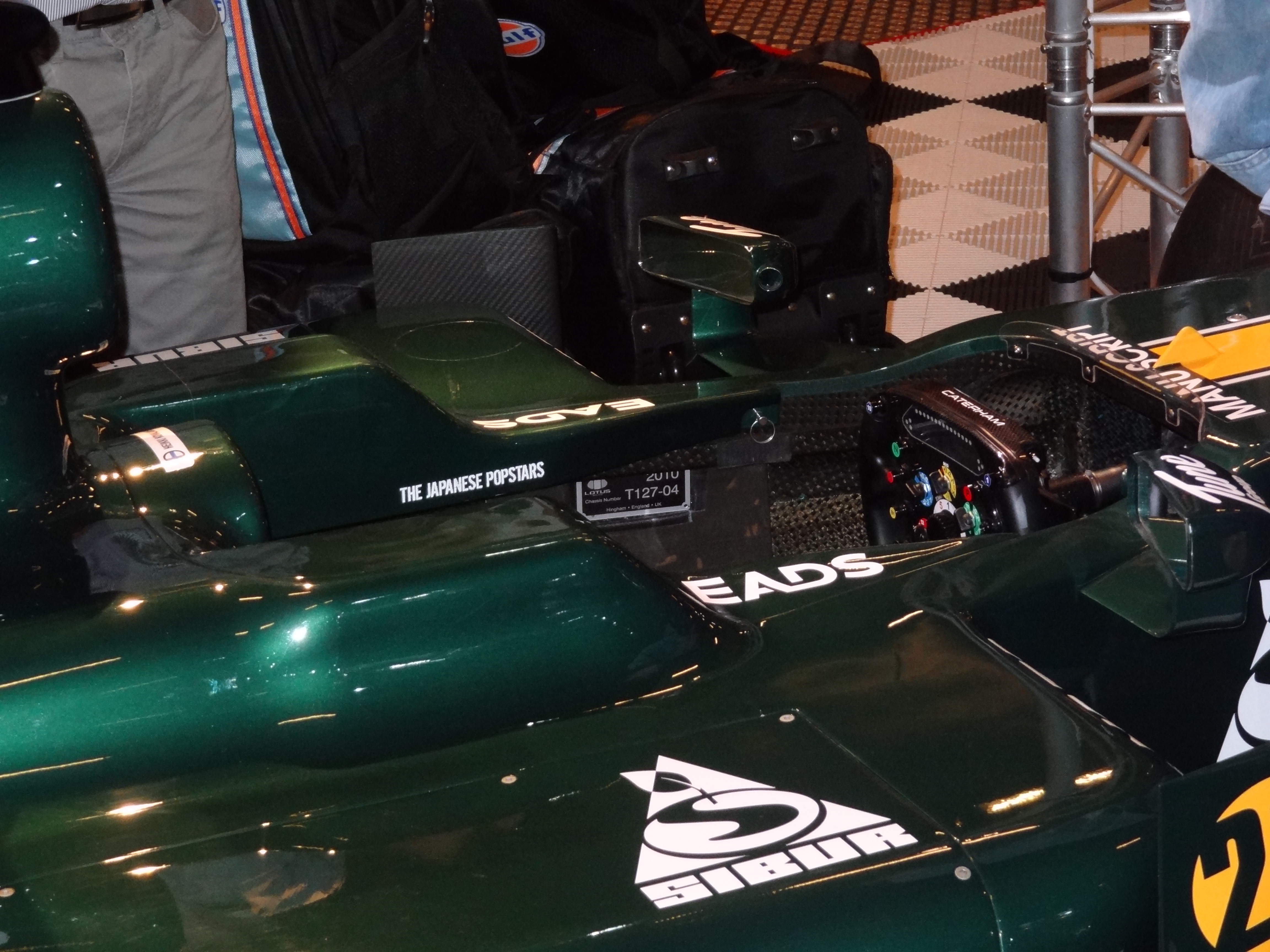
Cockpit de la T127-04

## Résultats en championnat du monde de Formule 1
| Saison | Écurie       | Moteur             | Pneus       | Pilotes           | Courses | Courses | Courses | Courses | Courses | Courses | Courses | Courses | Courses | Courses | Courses | Courses | Courses | Courses | Courses | Courses | Courses | Courses | Courses | Points inscrits | Classement |
| Saison | Écurie       | Moteur             | Pneus       | Pilotes           | 1       | 2       | 3       | 4       | 5       | 6       | 7       | 8       | 9       | 10      | 11      | 12      | 13      | 14      | 15      | 16      | 17      | 18      | 19      | Points inscrits | Classement |
| ------ | ------------ | ------------------ | ----------- | ----------------- | ------- | ------- | ------- | ------- | ------- | ------- | ------- | ------- | ------- | ------- | ------- | ------- | ------- | ------- | ------- | ------- | ------- | ------- | ------- | --------------- | ---------- |
| 2010   | Lotus Racing | Cosworth V8 CA2010 | Bridgestone |                   | BAH     | AUS     | MAL     | CHI     | ESP     | MON     | TUR     | CAN     | EUR     | GBR     | ALL     | HON     | BEL     | ITA     | SIN     | JAP     | COR     | BRÉ     | ABU     | 0               | 10e        |
| 2010   | Lotus Racing | Cosworth V8 CA2010 | Bridgestone | Jarno Trulli      | 17e     | Np      | 17e     | Abd     | 17e     | 15e*    | Abd     | Abd     | 21e     | 16e     | Abd     | 15e     | 19e     | Abd     | Abd     | 13e     | Abd     | 19e     | 21e*    | 0               | 10e        |
| 2010   | Lotus Racing | Cosworth V8 CA2010 | Bridgestone | Heikki Kovalainen | 15e     | 13e     | Nc      | 14e     | Np      | Abd     | Abd     | 16e     | Abd     | 17e     | Abd     | 14e     | 16e     | 18e     | 16e*    | 12e     | 13e     | 18e     | 17e     | 0               | 10e        |

Légende : ici 
- * : Le pilote n'a pas fini la course mais est classé pour avoir fait plus de 90 % de la course